# Sojus TMA-12
Sojus TMA-12 ist die Missionsbezeichnung für den Flug eines russischen Sojus-Raumschiffs zur Internationalen Raumstation (ISS). Im Rahmen des ISS-Programmes trägt der Flug die Bezeichnung ISS AF-16S. Es war der 16. Besuch eines Sojus-Raumschiffs bei der ISS und der 122. Flug im Sojusprogramm.

## Besatzung

### Startbesatzung
- Sergei Alexandrowitsch Wolkow (1. Raumflug), Kommandant (Roskosmos/Russland)
- Oleg Dmitrijewitsch Kononenko (1. Raumflug), Bordingenieur (Roskosmos/Russland)
- Yi So-yeon (1. Raumflug), Forschungskosmonautin (KARI/ Südkorea)

Seit langer Zeit bestand damit eine Sojus-Mannschaft wieder komplett aus Neulingen.

### Ersatzmannschaft
- Maxim Wiktorowitsch Surajew, Kommandant (Roskosmos/Russland)
- Oleg Iwanowitsch Skripotschka, Bordingenieur (Roskosmos/Russland)
- Ko San, Forschungskosmonaut (KARI/Südkorea)

### Rückkehrbesatzung
- Sergei Alexandrowitsch Wolkow (1. Raumflug), Kommandant (Roskosmos/Russland)
- Oleg Dmitrijewitsch Kononenko (1. Raumflug), Bordingenieur (Roskosmos/Russland)
- Richard Garriott (1. Raumflug), Weltraumtourist ( Vereinigte Staaten/ Vereinigtes Königreich)

## Missionsüberblick
Diese Mission brachte die ISS-Expedition 17 an Bord der Internationalen Raumstation und ersetzte das Raumschiff Sojus TMA-11 als Rettungsfahrzeug. 
Ursprünglich war der Südkoreaner Ko San für den Flug ausgewählt worden. Am 10. März wurde bekanntgegeben, dass Ko San durch Yi So-yeon ausgetauscht wurde. Während der Ausbildung hatte Ko San sich Zugang zu Dokumenten über die Sojus-Steuerung verschafft, was nach den Bestimmungen für ausländische Kandidaten unzulässig ist. Somit ist im April 2008 die Koreanerin Yi So-yeon an Bord von Sojus TMA-12 zur Internationalen Raumstation geflogen, um dort für ungefähr acht Tage wissenschaftliche Experimente durchzuführen.
Am 10. Juli 2008 wurde bei einem 6 Stunden und 18 Minuten dauernden Weltraumausstieg durch Sergei Wolkow und Oleg Kononenko das Raumfahrzeug von außen inspiziert und einer der Sprengbolzen, die bei der Rückkehr vor dem Wiedereintritt das Landemodul abtrennen, für eine genaue Untersuchung auf der Erde demontiert. Ein Fehler beim Trennmechanismus wurde als die wahrscheinliche Ursache für die ballistischen Landungen von Sojus TMA-10 und TMA-11 ermittelt. Untersuchungen des demontierten Sprengbolzens auf der Erde bestätigten dann diese Vermutung.
Die perfekte Landung erfolgte planmäßig am 24. Oktober 2008 3:37 UTC in der kasachischen Steppe.